# Joselito (film)
Joselito (Escucha mi canción) è un film del 1959 diretto da Antonio del Amo.
È stato il quarto film della fruttuosa collaborazione tra il bambino prodigio Joselito e Antonio del Amo.
Il titolo originale, Escucha mi canción, significa «Ascolta la mia canzone».
Nel film il protagonista esegue la famosa canzone Doce cascabeles.

## Trama
Joselito è bambino povero, ma dotato di straordinarie doti vocali, che da neonato era stato abbandonato da suo padre poco prima che costui morisse. Cresciuto presso una vecchia contadina alquanto maldisposta nei suoi confronti, fugge con gruppo di zingari dediti a spettacoli da circo.
Un regista teatrale si accorge del suo talento e con un ricatto lo acquista dagli zingari, ma il bambino, che inizia una carriera redditizia come cantante prodigio, vorrà condividere con loro il suo successo.
Grazie ad un'esibizione alla televisione spagnola, la sua vera madre, figlia di un ricco marchese, lo riconosce sullo schermo grazie a un medaglione che Joselito portava al collo sin dalla nascita. Rintracciandolo, darà infine alla storia un lieto fine.